# Elm City
Elm City – miasto w Stanach Zjednoczonych, w stanie Karolina Północna, w hrabstwie Wilson.